# União de Atrecht

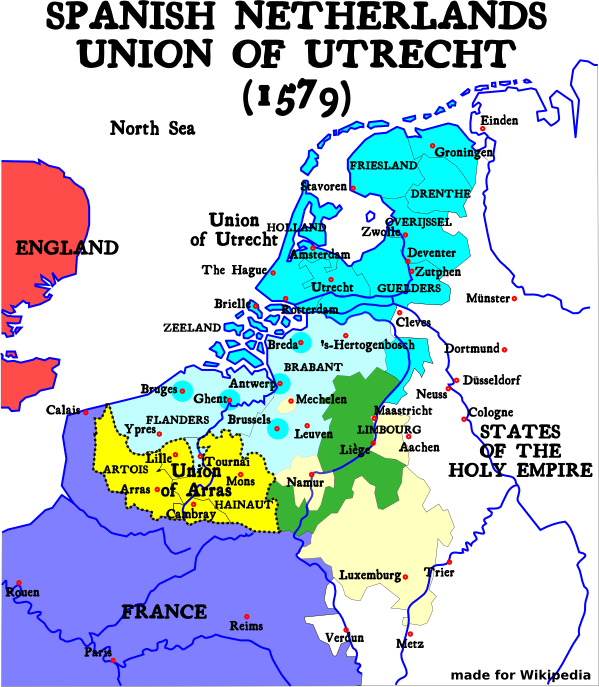
União de Atrecht e União de Utrech

A União de Atretch, também designada União de Arras (em francês Union d'Arras), foi um acordo assinado a 6 de Janeiro de 1579 na localidade francesa de Arras, em Nord-Pas-de-Calais. Neste acordo, as províncias dos então designados Países Baixos Espanhóis expressaram a sua lealdade para com o Rei Filipe II de Espanha (Filipe I de Portugal).
Decorria então a Guerra dos 80 anos, onde diversos estados dos Países Baixos se debatiam para obter a independência de Espanha.
Como reacção a este tratado, as províncias que se revoltavam assinaram poucos dias depois um tratado designado de União de Utrecht onde reafirmavam a sua independência.
As províncias que assinaram a União de Atrecht foram Lille, Douai, Orchies, Artois e Hainaut. Estas correspondem aproximadamente à região da Valónia na Bélgica, assim como parte do norte da França.
Do acordo celebrado constava:
- não há lugar para tropas estrangeiras
- o Conselho de Estado deverá ser organizado como no tempo do imperador Carlos I de Espanha (imperador Carlos V do Sacro Império Romano)
- dois terços dos membros do conselho deverão ser admitidos pelos estados
- todos os privilégios em vigor antes da Revolta Holandesa deverão ser repostos
- o catolicismo é a única religião permitida. Todas as outras (como o calvinismo) deverão ser abolidas

As região de Namur, Luxemburgo e Ducado de Limburgo apoiaram a União, embora não tivessem assinado.